# 여자는 무엇으로 사는가
《여자는 무엇으로 사는가》는 1990년 2월 5일부터 1990년 3월 13일까지 방영된 문화방송 월화 미니시리즈이다.

## 등장 인물

### 주요 인물
- 김혜자 : 최정희 역 - 영건, 영채 모, 한 교수의 옛 연인, 운현과 경훈의 장모
- 김희애 : 차영건 역 - 정희의 첫째 딸, 영채의 언니, 한수의 옛 연인, 운현의 아내
- 하희라 : 차영채 역 - 정희의 둘째 딸, 영건의 여동생, 경훈의 아내

### 정희의 주변 인물
- 송재호 : 한 교수 역 - 정희의 옛 연인

### 정희네 가족/친구
- 박원숙 : 고모 역 - 바람난 정희의 남편의 상대. 훗날 정희의 친구이자 영건,영채의 고모(친고모는 아님).
- 노영국 : 차씨 역 - 정희의 남편이자 영건,영채 친부. 운현과 경훈의 장인

### 영건네 가족
- 정한용 : 이운현 역 - 영건의 남편, 차씨와 정희의 첫째 사위
- 이정후 : 영건, 운현 부부의 딸 역

### 영채네 가족
- 안정훈 : 강경훈 역 - 영채의 남편, 차씨와 정희의 둘째 사위
- 미상 : 경훈과 영채의 첫째 아들 역
- 미상 : 경훈과 영채의 둘째 아들 역

### 그 외 인물
- 박성미 : 양여진 역
- 오승명 : 미상 역 - 특징 미상
- 천호진 : 김한수 역 - 영건의 옛 연인

## 참고 사항
- 극중 영채 역으로 나온 하희라는 <여자는 무엇으로 사는가>를 통해 첫 MBC 드라마 출연을 했으며[1] 이 작품 이후 계속 MBC 위주로 활동해 오다가 93년 먼동으로 KBS 복귀를 했다.
- 뒷날 연극으로 만들어졌는데 원작자이기도 한 주찬옥 작가의 추천을 통해 연극 출연진 중 한 명이었던 박상아가 KBS 슈퍼탤런트 1기 겸 17기 공채 탤런트에 응시하여[2] 합격했다.